# Geoweg Mels

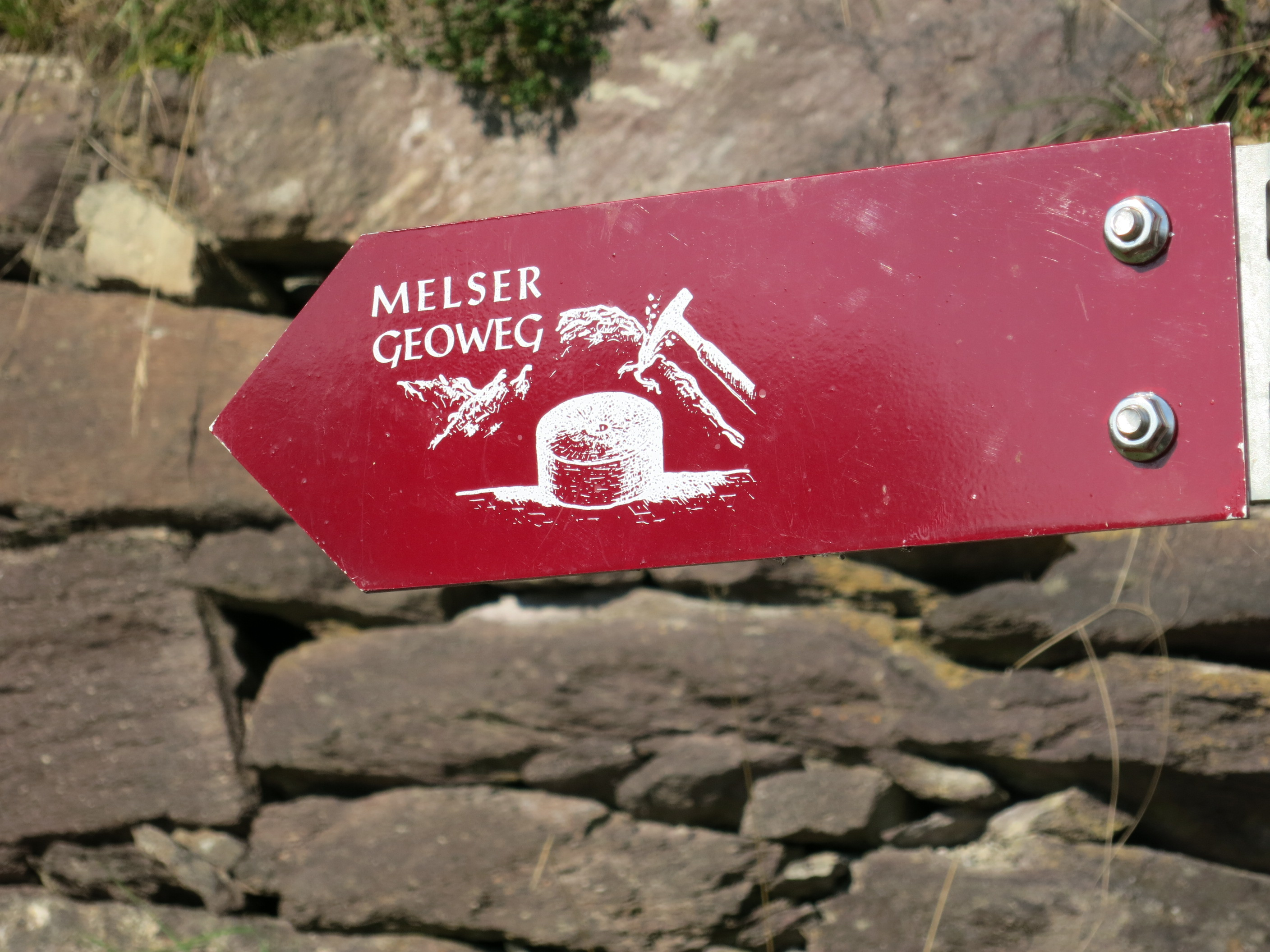
Wegweiser Geoweg

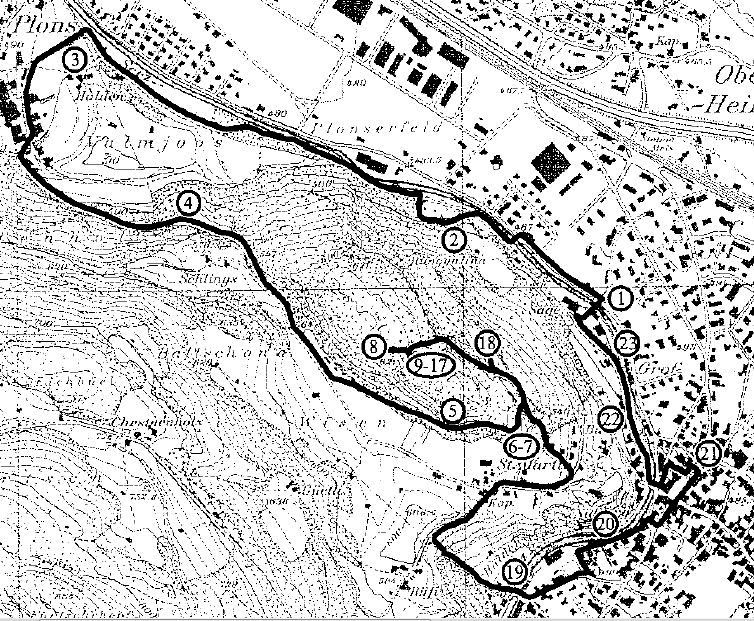
Geoweg Route

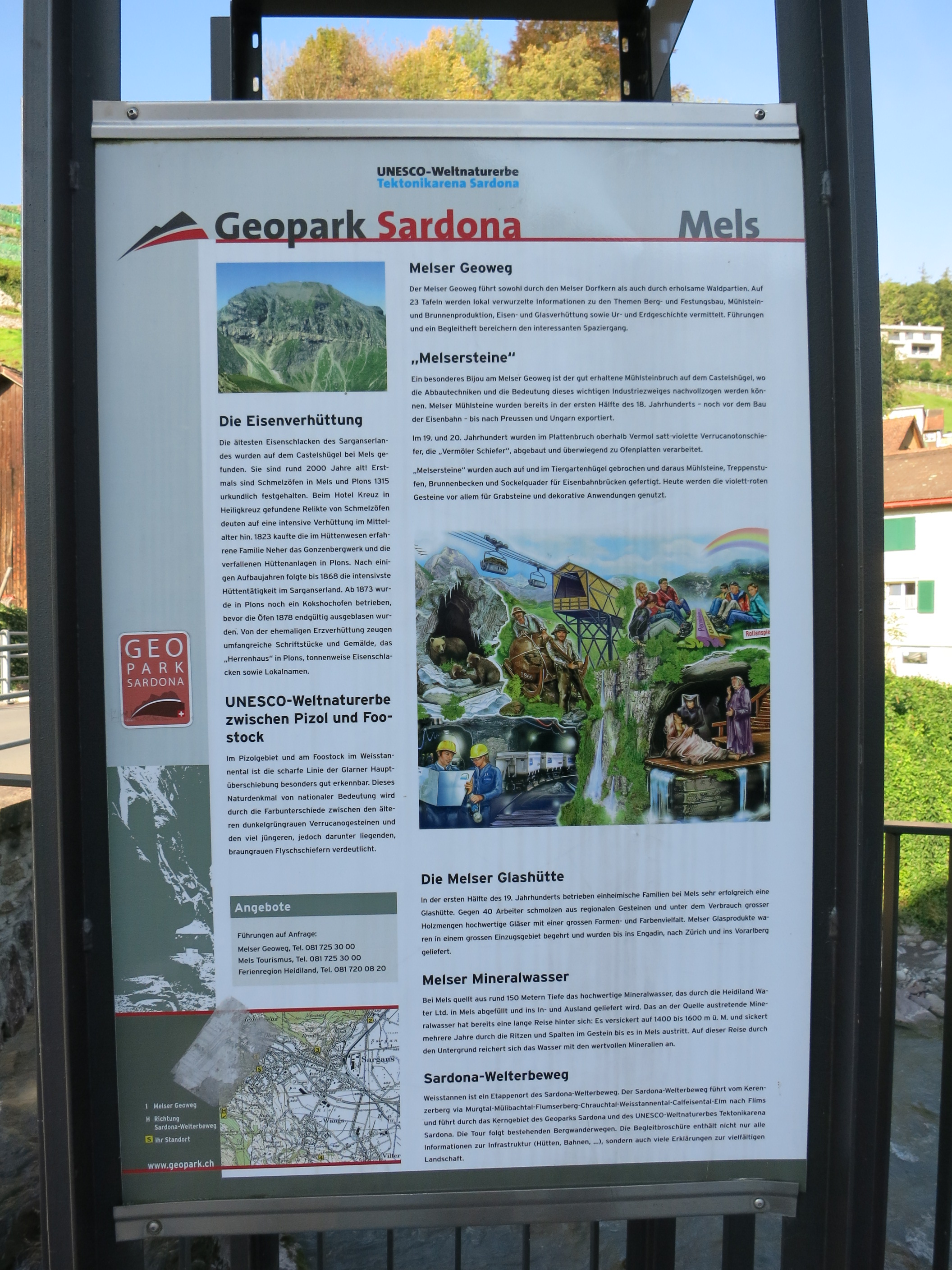
Tafel Geoweg Mels

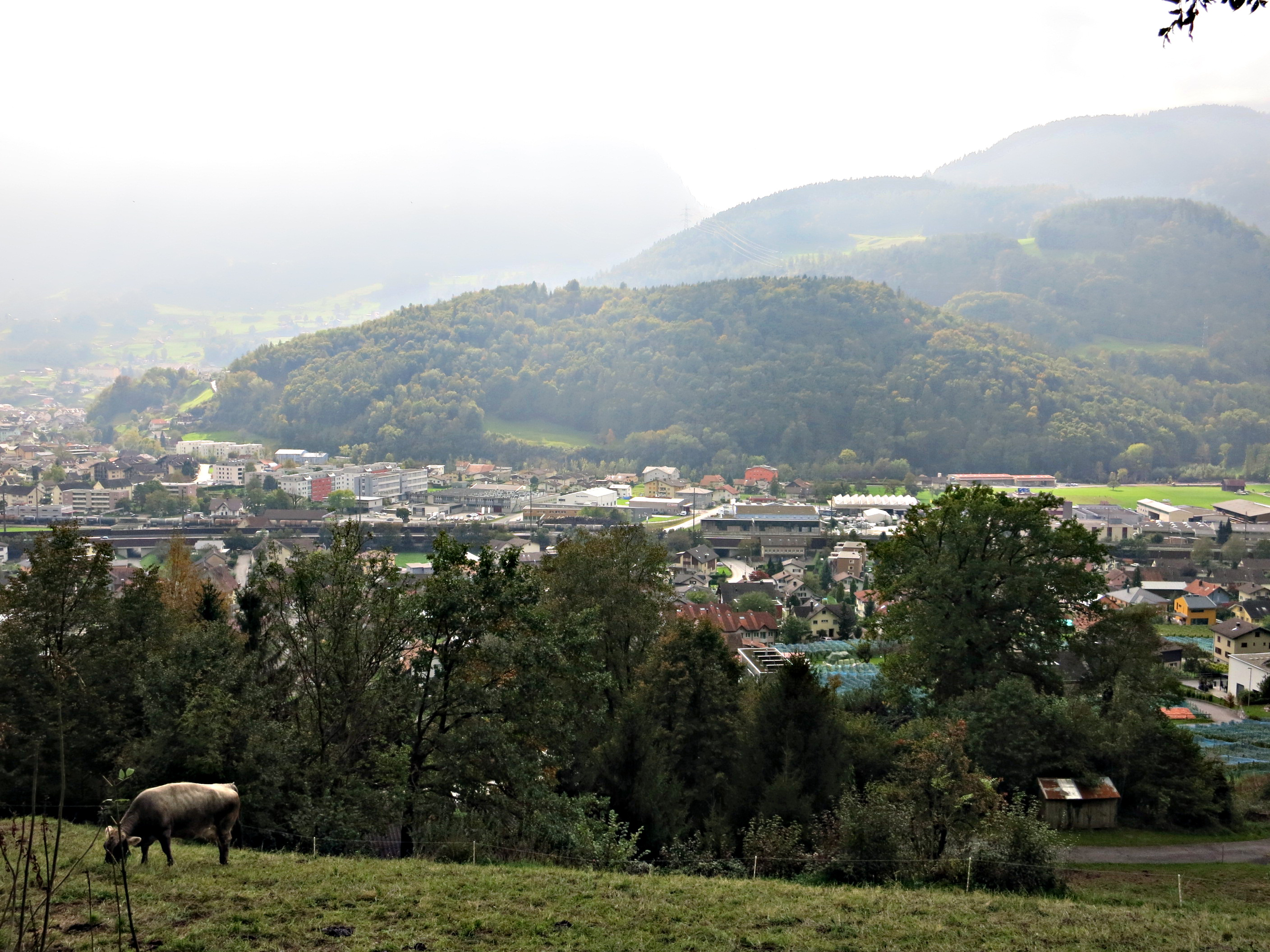
Hügel Castels

Der Geoweg Mels ist ein montanhistorischer Rundwanderweg beim Hügel Castels in der Gemeinde Mels, Kanton St. Gallen, Schweiz. Er ist eine Geostätte des Geoparks Sardona und wurde 1996 eröffnet.

## Wegführung
Der Melser Geoweg führt um und auf den bereits in prähistorischer Zeit besiedelten und bewaldeten Hügel Castels. Er ist mit weinroten Wegweisern ausgeschildert und beginnt am Rande des Dorfkerns Mels bei der Dorfbrücke über den Fluss Seez (Pkt. 497).
Vor dort führt der Weg auf der Nordseite des Hügels gegen Westen der Seez entlang bis zum Weiler Plons und auf der Südseite des Hügels auf der Militärstrasse durch die Rossheld Schlucht (unterhalb Schlings) zurück. Vor dem Weiler St. Martin geht es links auf das Plateau des Hügels Castels für die Hügelwegrunde und zurück durch den Weiler St. Martin und vor den Häusern von Rüfi zur Seez hinunter und dieser entlang zum Ausgangspunkt bei der Brücke in Mels.
Für die Bergwanderung auf dem 6 km langen Melser Geoweg mit 150 m Höhenunterschied braucht man 3–4 Stunden, für eine Kurzführung mit dem Mels Tourismus 1 ½ Stunden.

## Themen
Der unscheinbare Castelserhügel war bereits in der Neusteinzeit besiedelt, Kelten und Römer haben ihn als Höhenfestung benutzt. Während des Zweiten Weltkrieges wurde im Verrucano-Fels die Artilleriefestung Castels mit einem langen Gangsystem als Teil der Festung Sargans ausgebrochen.
Auf dem ganzen Weg orientieren folgende Tafeln ausführlich über die verschiedenen Themen des Geowegs (Tafeln in der Reihenfolge des Rundgangs):

### Abschnitt Seezufer Richtung Plons und Rückkehr via Rossheld Schlucht
- 22 Steinhauereien Zimmermann
- 23 Glashütte Mels (Glasherstellung)
- 1 Übersicht
- 2  Bergbau am Castels
- 3 Eisenschmelze Plons (Verhüttung des Erzes vom Eisenbergwerk Gonzen)
- 4 Festungsbau Castels (Festung Kastels)

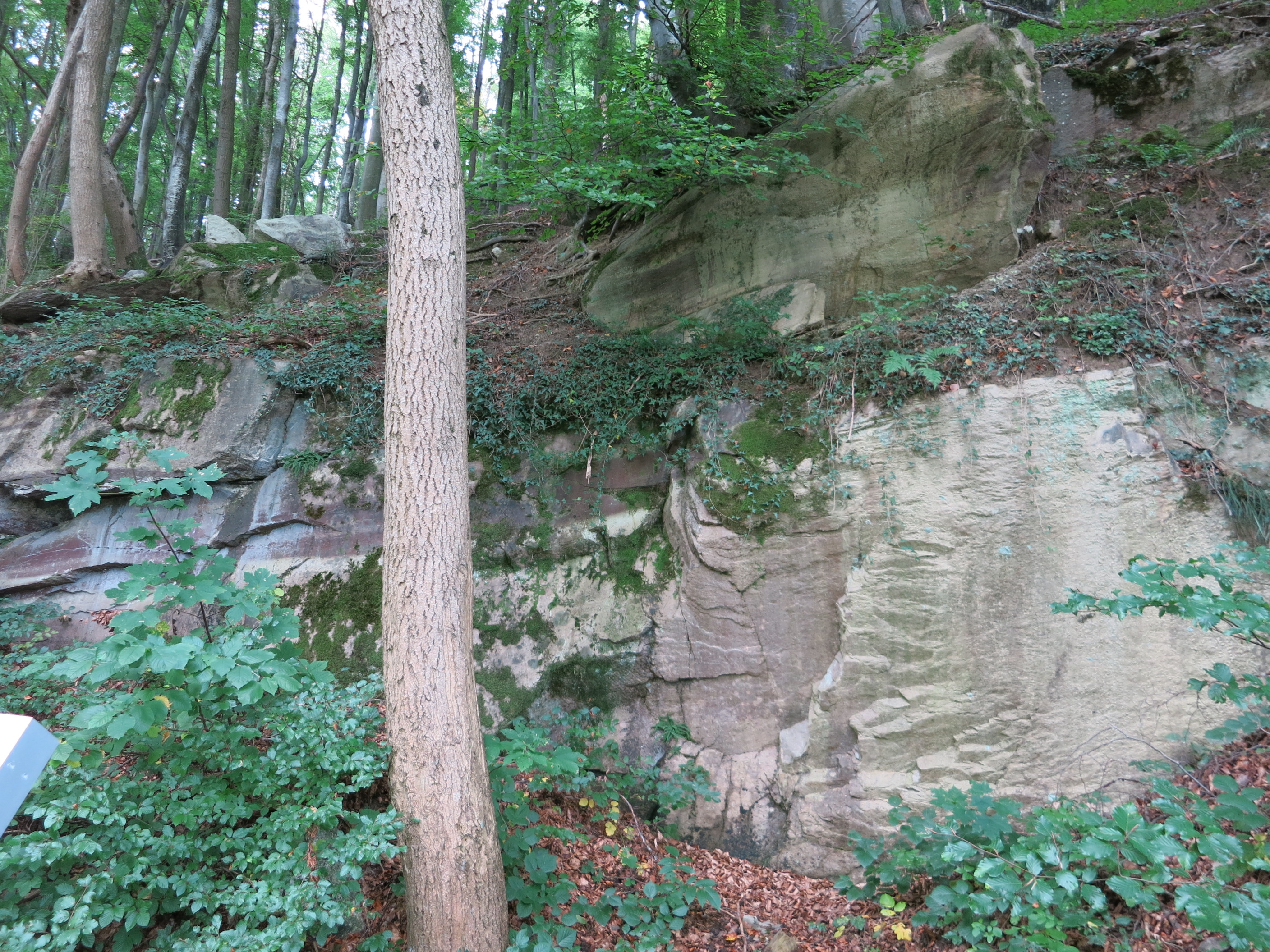
Bergbau
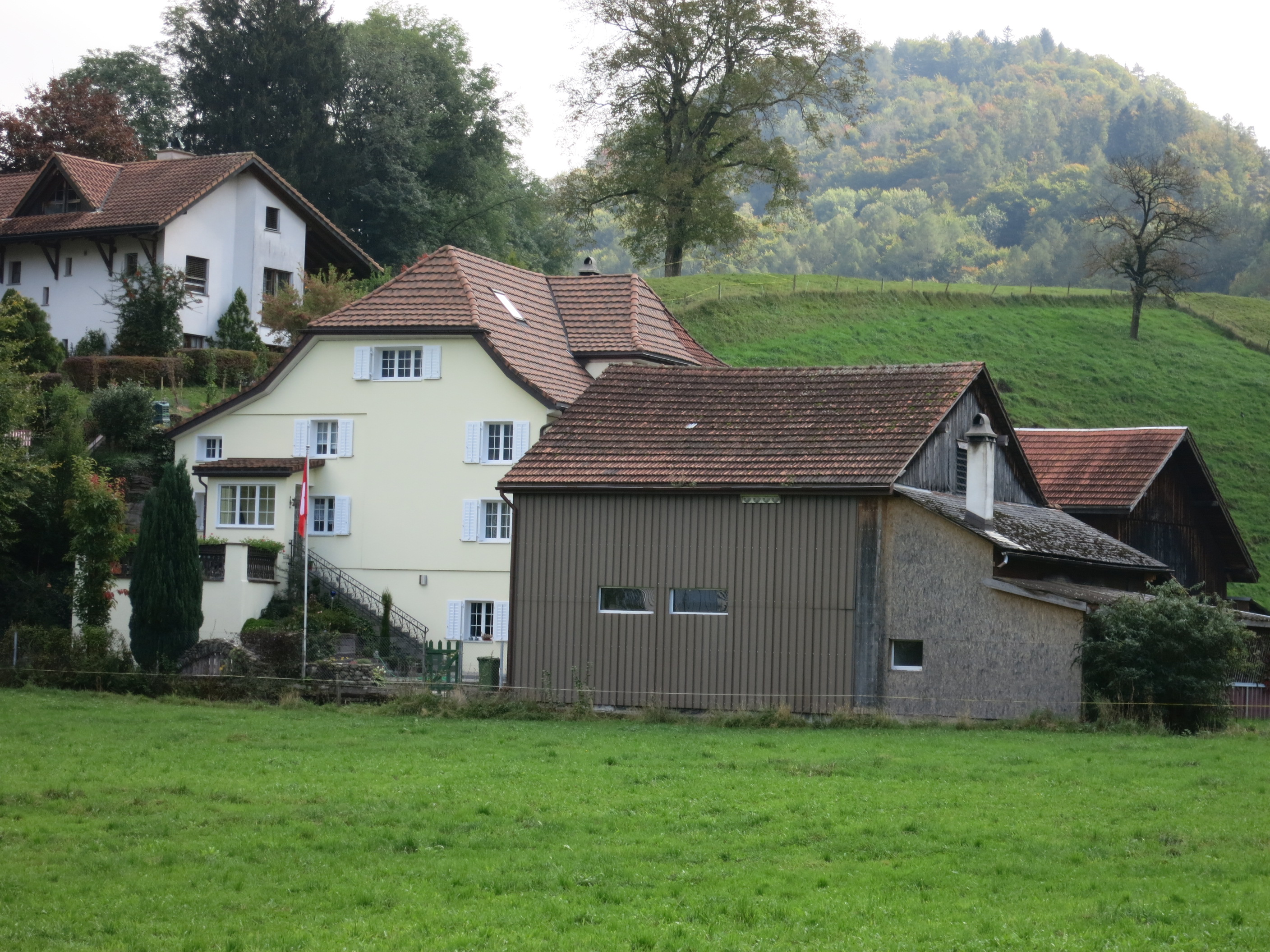
Eisenschmelze Plons: Herrenhaus
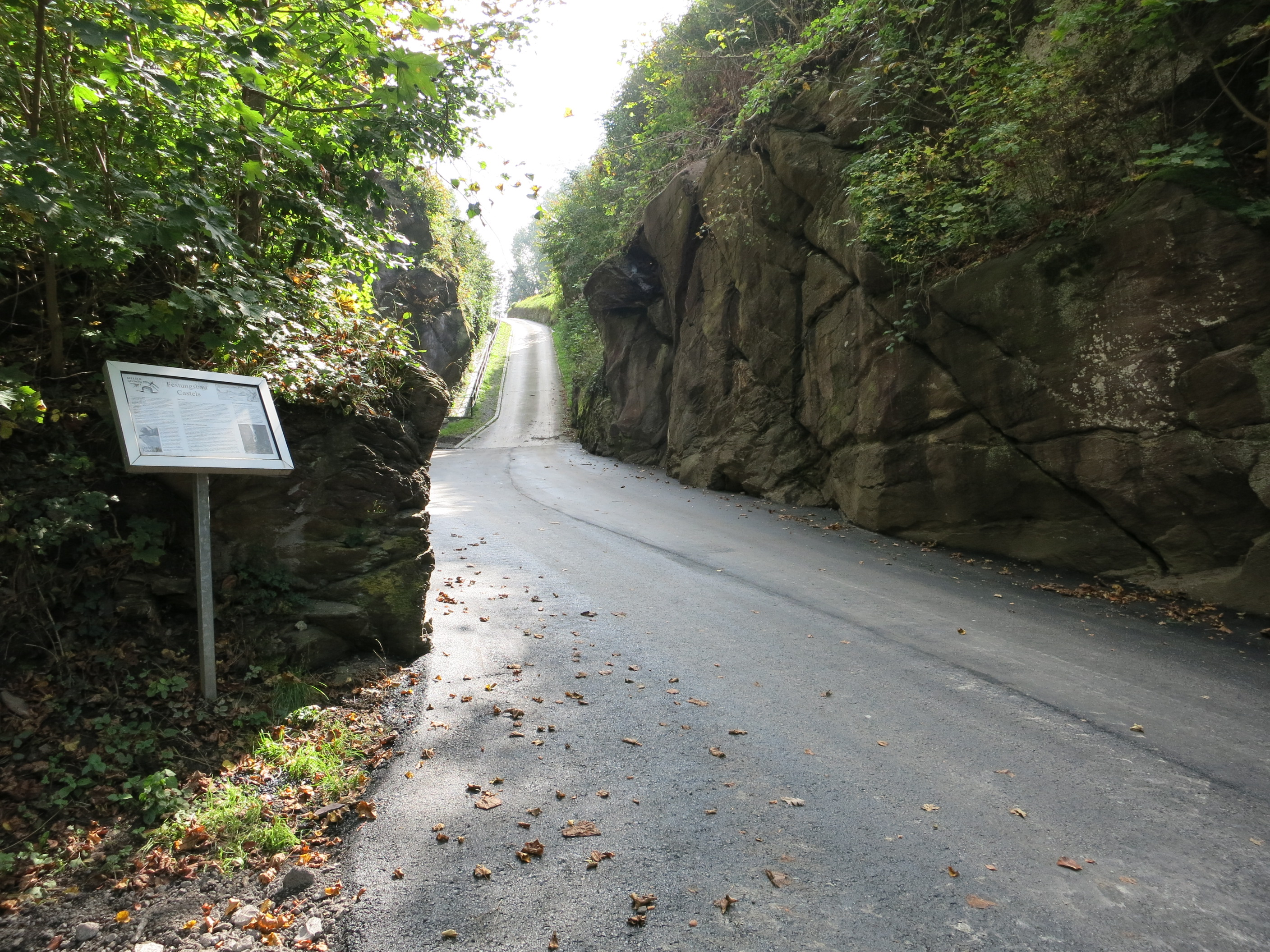
Militärstrasse Rossheld Schlucht
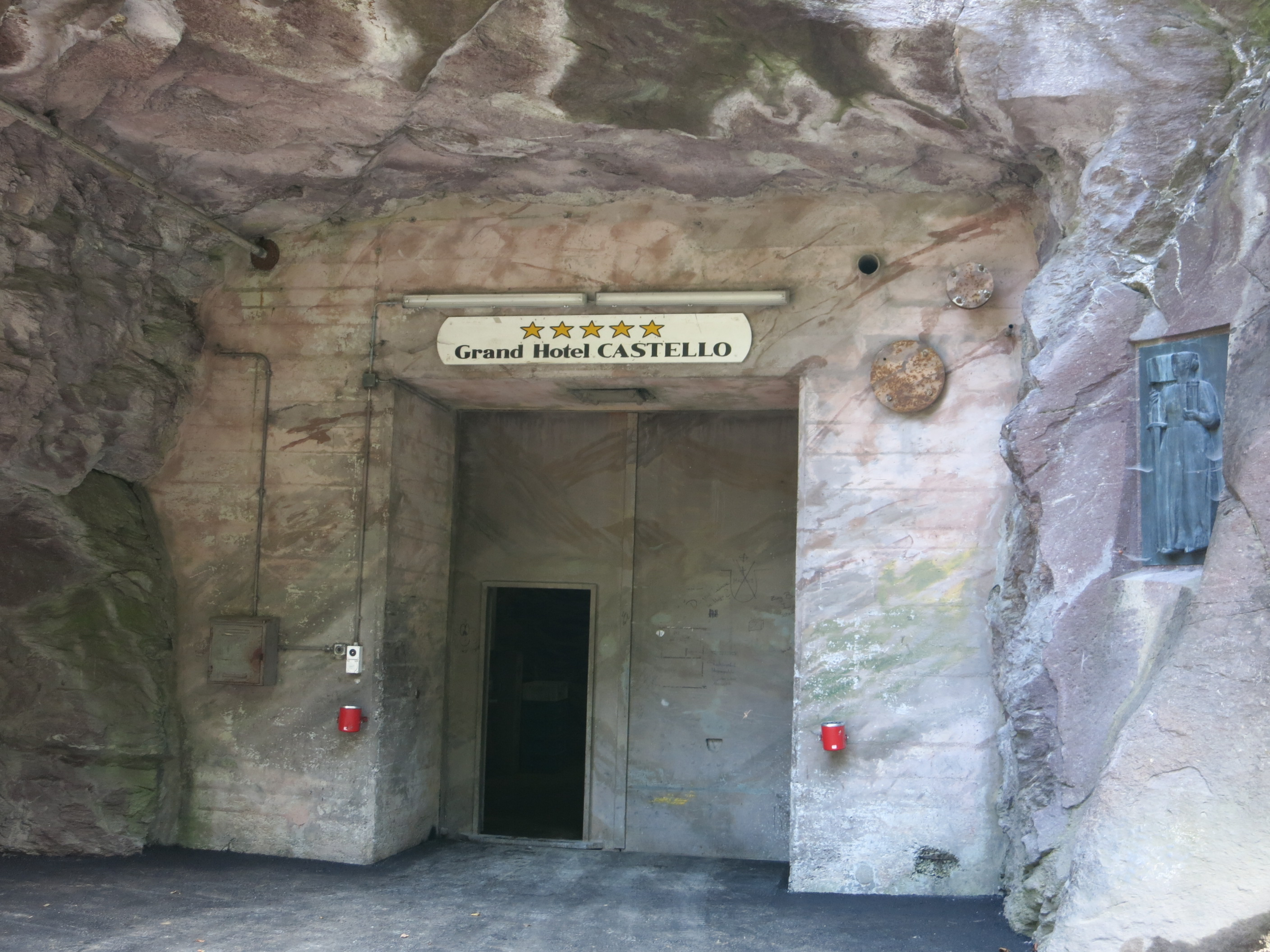
Haupteingang Festung Castels

### Abschnitt Hügel Castels
- 5 Lebensraum Castels
- 6 Besiedelungsgeschichte des Sarganserlandes (Urgeschichte)
- 7 Einheimische Naturforscher
- 8 Mühlsteinbruch (Mühlsteingewinnung, Mühlsteinproduktion)
- 9–17 Steingarten: Geologie, Urgesteine, Verrucano, Trias, Jura, Kreide, Tertiär, Gebirgsbau im * Sarganserland, Talfüllungen (auf höchstem Punkt 643 m)
- 18 Verrucano oder Melser Sandstein

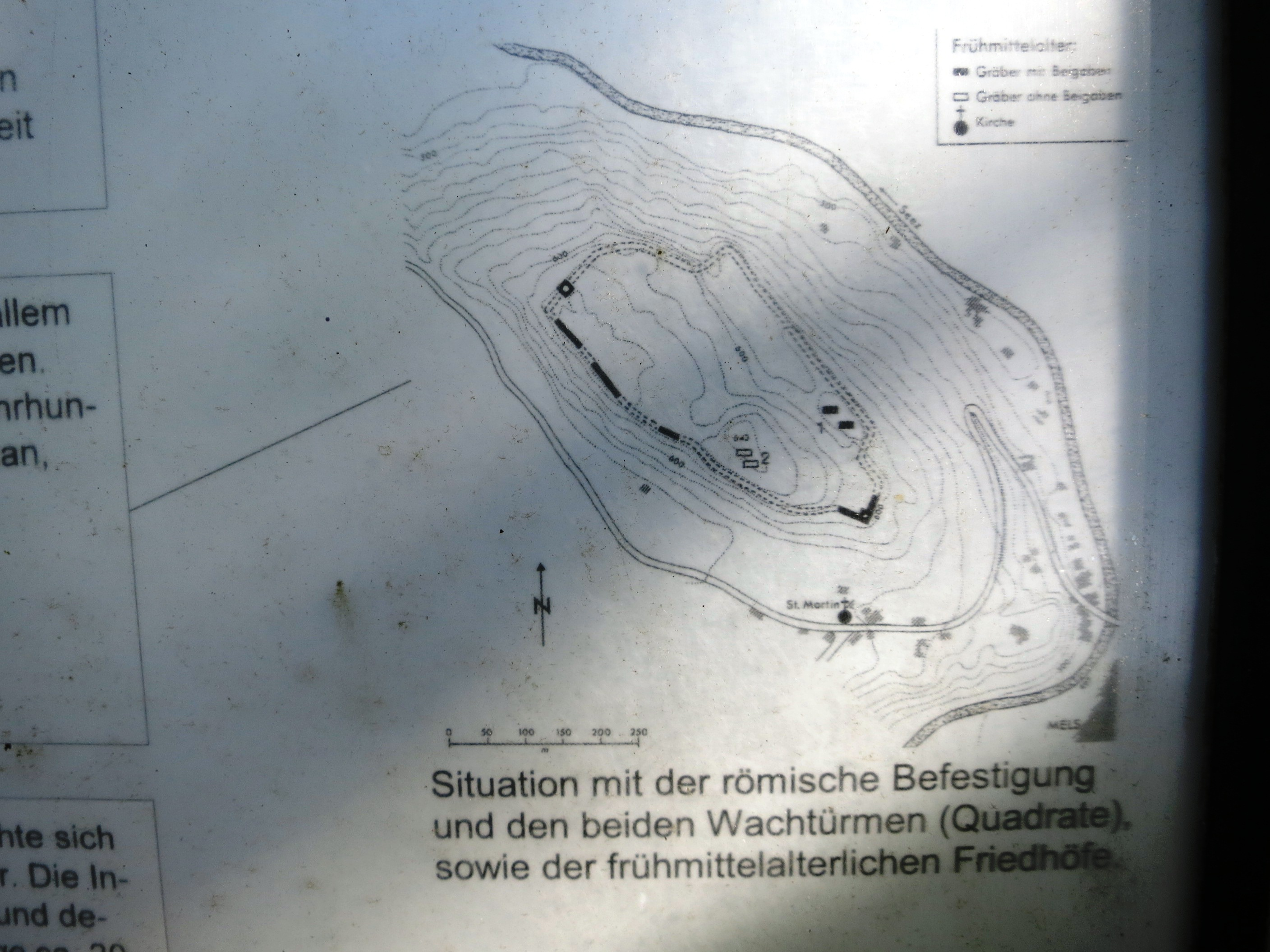
Römische Mauern und Wachtürme, frühmittelalterliche Gräber
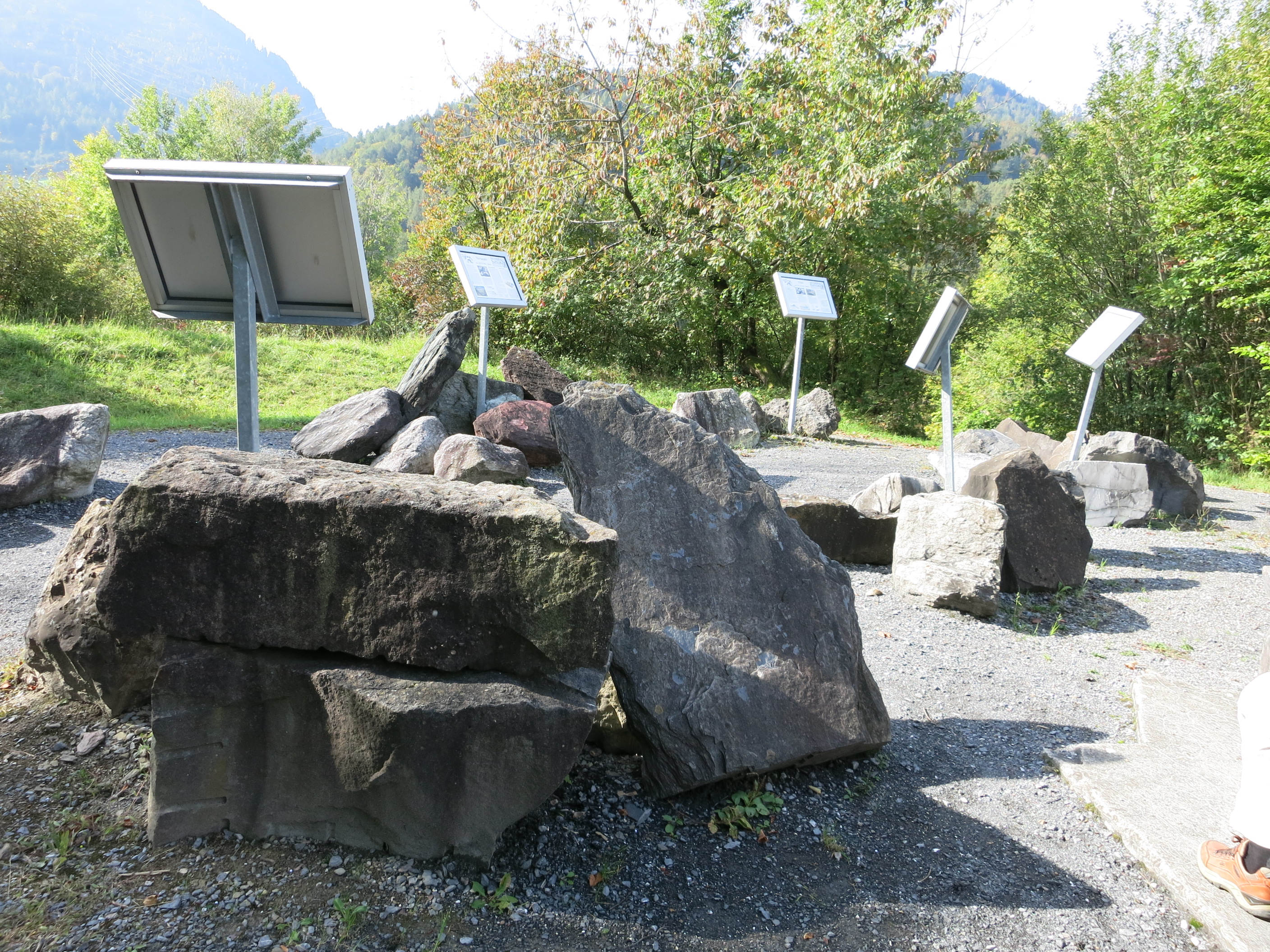
Steingarten
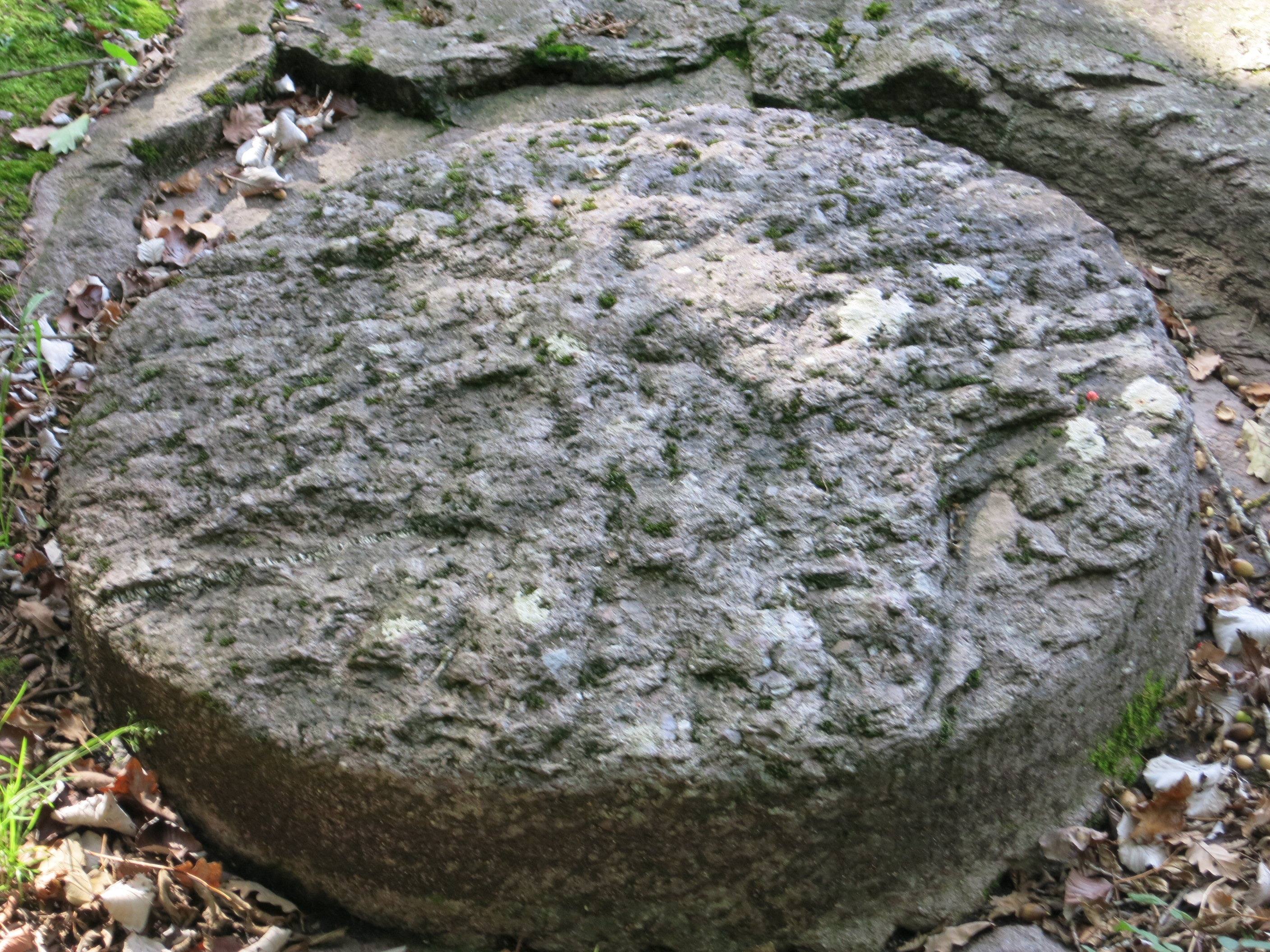
Mühlsteinbruch

### Abschnitt Seezufer Richtung Mels
- 19 Melser Mühlen (Kornmühlen)
- 20 Erdpfeiler am Nidberg
- 21 Dorfbrunnen

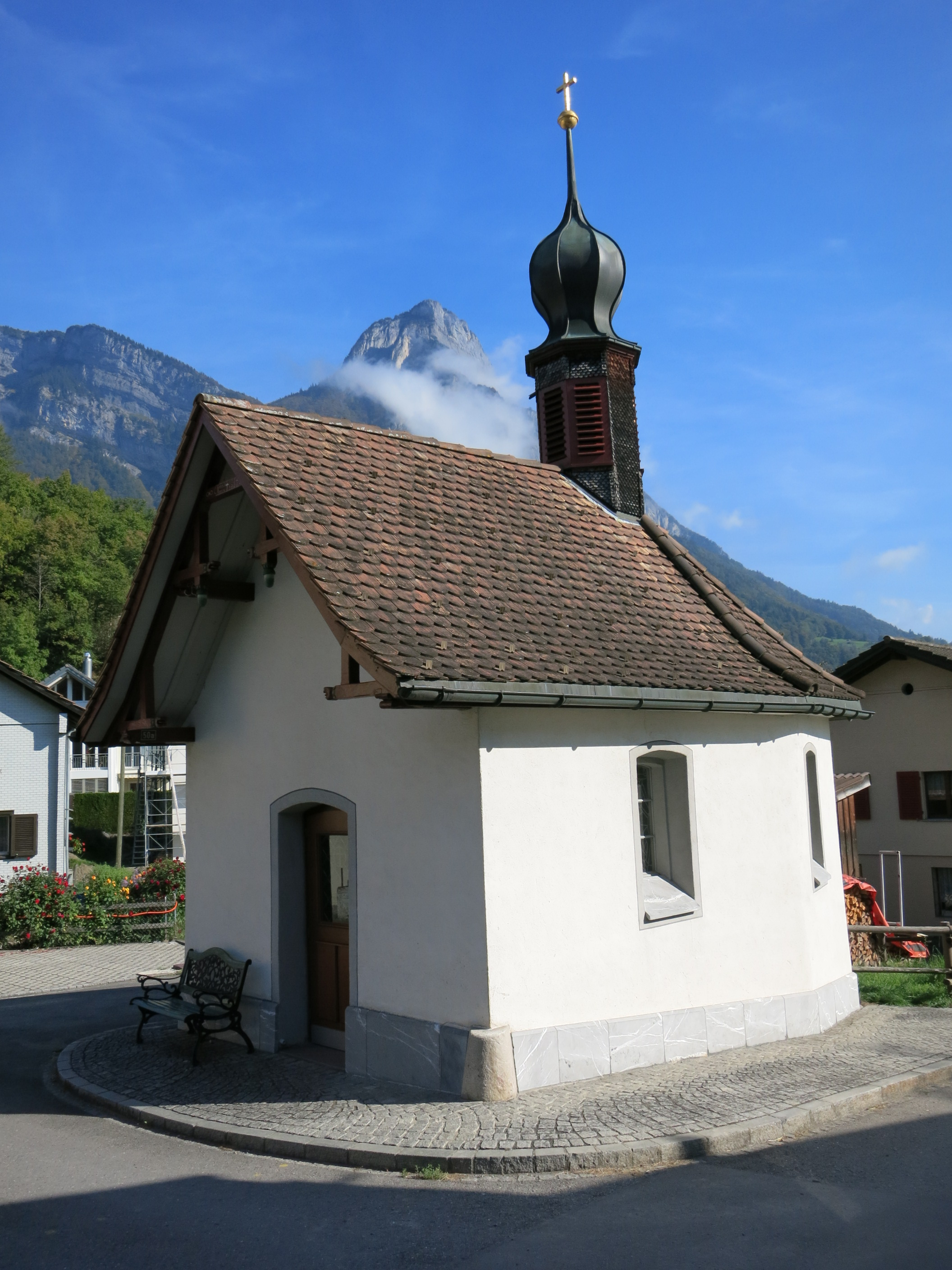
St. Martin
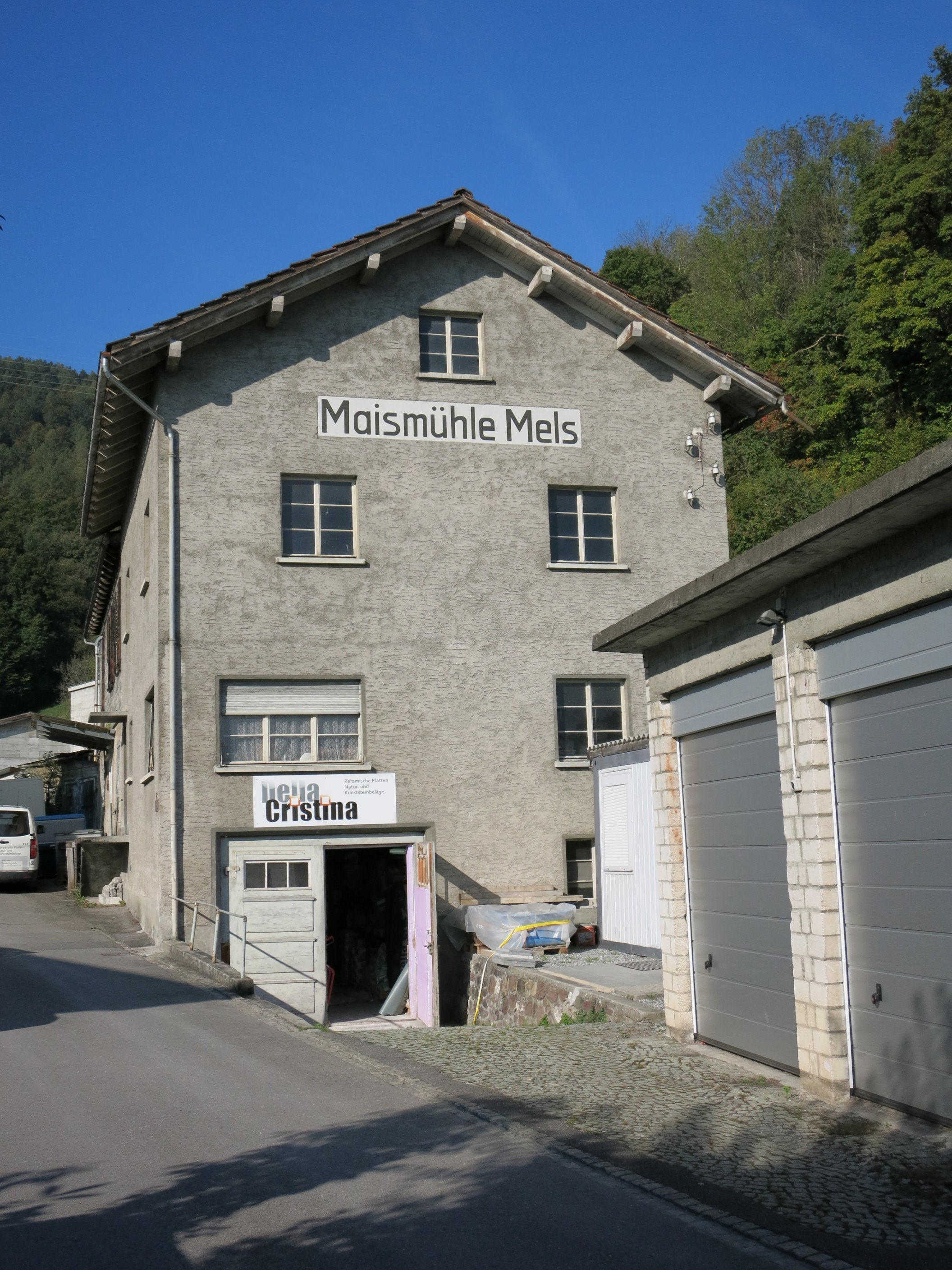
Maismühle
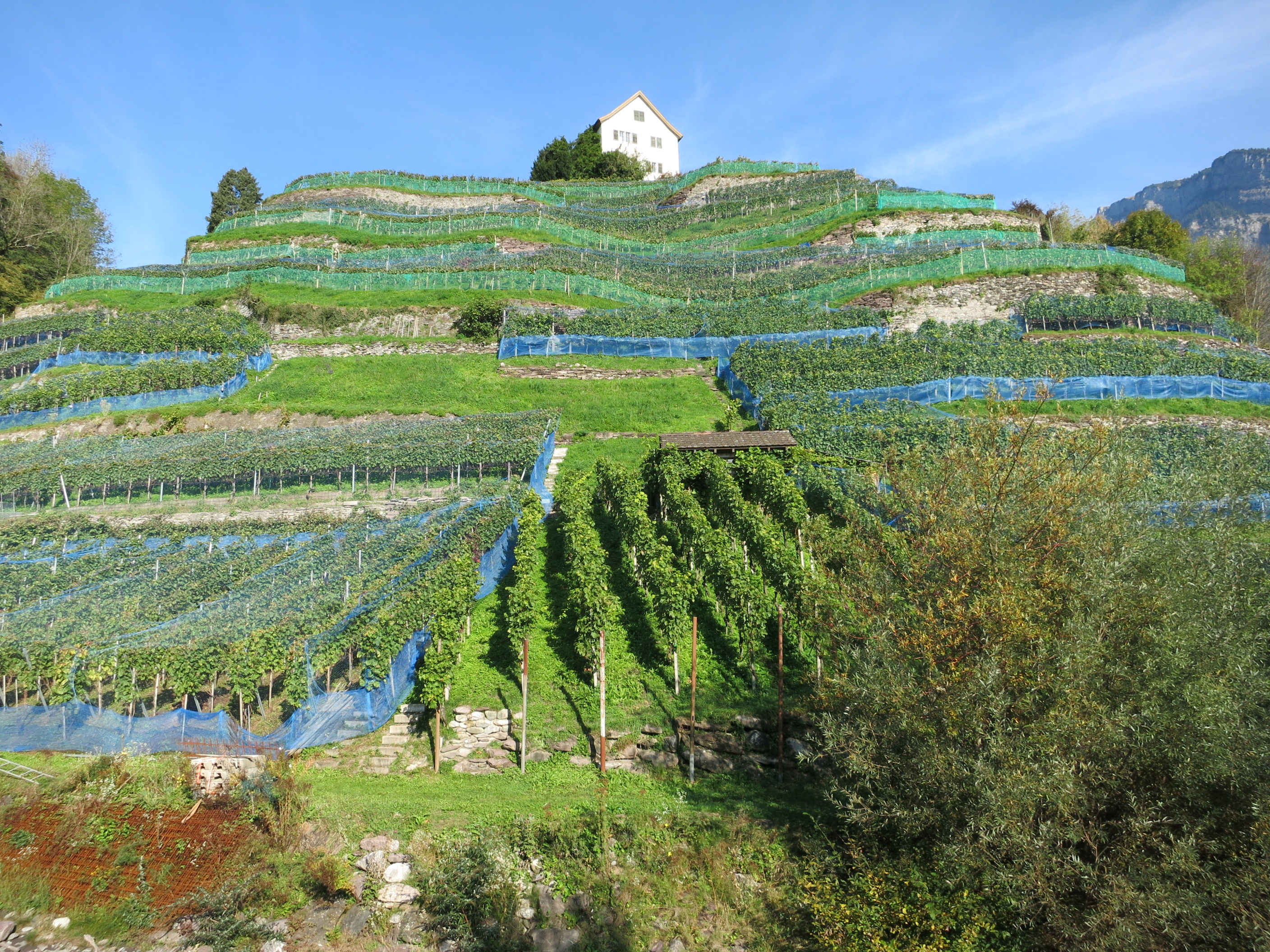
Ehemalige Erdpfeiler am Nidberg
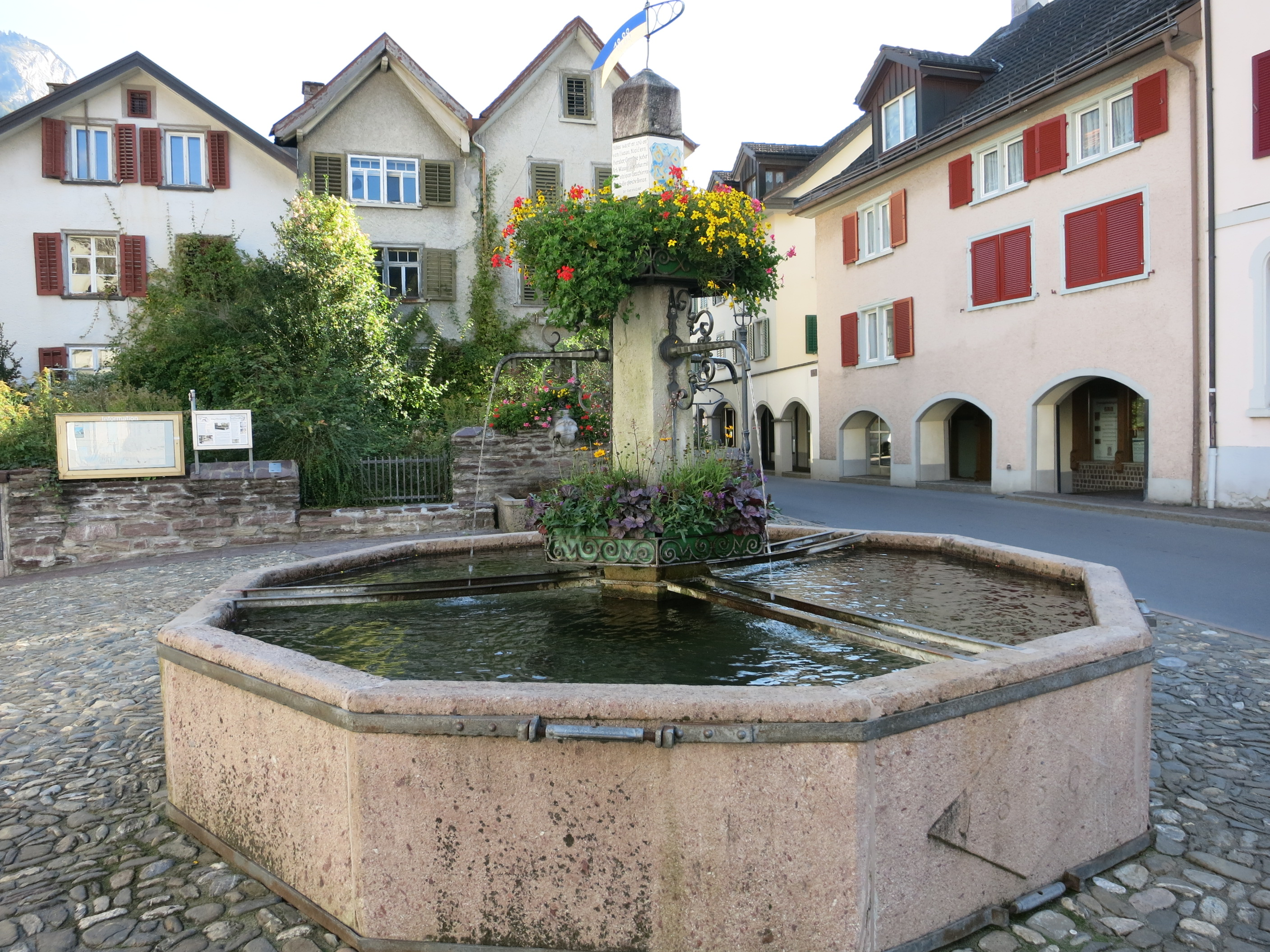
Dorfbrunnen Mels mit Verrucanoplatten